# Massimo Bontempelli

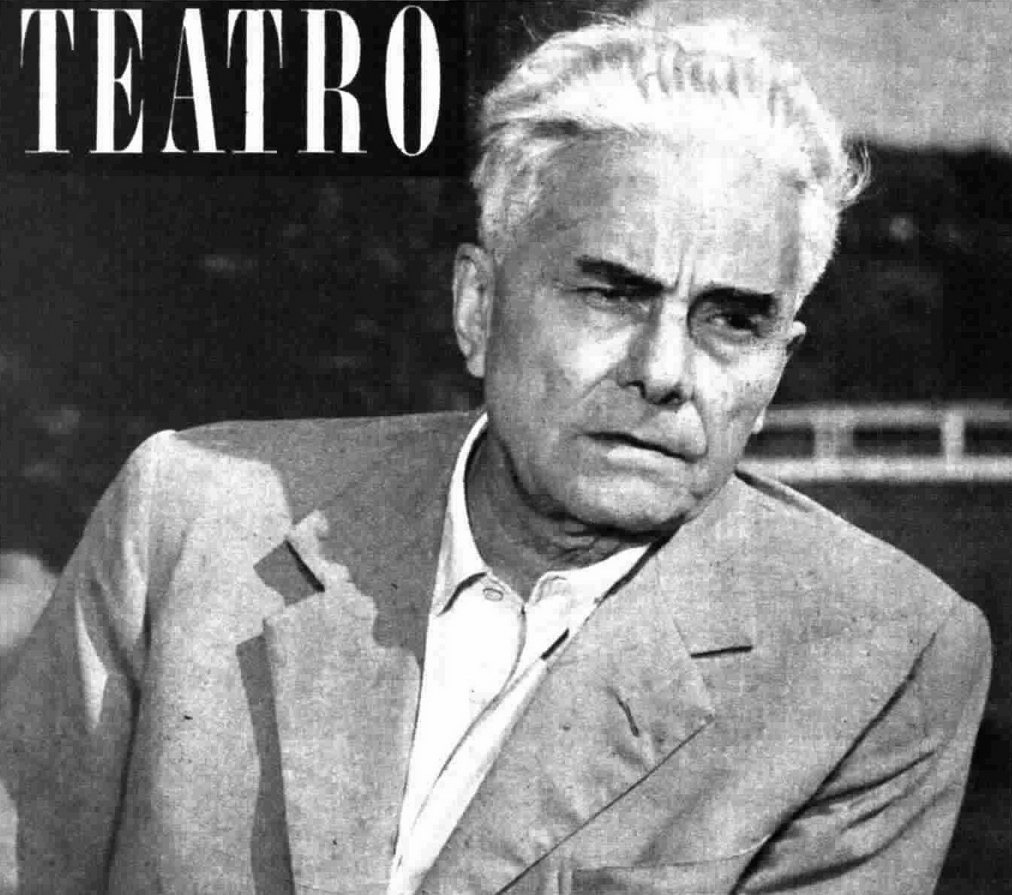
Massimo Bontempelli (1954)

Massimo Bontempelli (ur. 12 maja 1878 w Como, zm. 21 lipca 1960 w Rzymie) – włoski pisarz, dziennikarz i krytyk literacki.

## Życiorys
Był synem inżyniera kolejowego Alfonso Bontempelli i Marii z d. Cislaghi. Studiował literaturę oraz filozofię na Uniwersytecie Turyńskim. W czasie I wojny światowej służył w artylerii, a także był korespondentem wojennym. Po wojnie przeniósł się do Mediolanu, gdzie uczestniczył w wieczorach literackich urządzanych przez Margheritę Sarfatti. Tam poznał Benito Mussoliniego, z którym nawiązał współpracę w ówczesnej działalności intelektualnej, związanej m.in. z ruchem futurystycznym. W latach 20. XX wieku stał się czołowym intelektualistą faszystowskim, w 1921 roku przeniósł się do Rzymu, gdzie współpracował z gazetami: Il Tempo, Il Mondo, Corriere della Sera oraz La Gazzetta del Popolo.
W 1926 odszedł od futuryzmu, zaproponował utworzenie nowego ruchu artystycznego, nazwanego Novecento, założył wówczas czasopismo zatytułowane „900”, Cahiers d’Italie et d’Europe. Ukazywało się ono przez trzy lata (1926–1929), a publikowano w nim teksty n.in. James Joyce’a, Virginii Woolf i Alberto Moravii. Powieści Bontempelliego zawierały elementy realizmu magicznego. 
Na wniosek Polskiej Akademii Literatury 5 listopada 1938 został mu nadany Złoty Wawrzyn Akademicki.
W 1938 roku odmówił przyjęcia stanowiska profesora na Uniwersytecie Florenckim (miał objąć katedrę po usuniętym z uczelni ze względu na żydowskie pochodzenie Attilio Momigliano). Dodatkowo popadł w niełaskę faszystów przez aluzje polityczne wplecione w mowę upamiętniającą Gabriele D’Annunzio. Zmuszony do opuszczenia Rzymu przeniósł się do Wenecji.
Po upadku Mussoliniego wrócił do Rzymu, jego orientacja polityczna przesunęła się w stronę lewicy, został członkiem Włoskiej Partii Komunistycznej.
W 1953 jego ostatnia powieść L'amante fedele otrzymała Nagrodę Stregi.

## Twórczość
- Socrate moderno (1908)
- Sette savi (1912)
- La vita intensa - Romanzo dei romanzi (1920)
- La guardia alla luna (1920)
- La vita operosa (1921)
- Nuovi racconti d'avventure (1921)
- Viaggi e scoperte (1922)
- La scacchiera davanti allo specchio (1922)
- Ultime avventure (1922)
- Eva ultima (1923)
- La donna dei miei sogni e altre avventure moderne (1925)
- L'eden della tartaruga (1926)
- Donna nel sole e altri idilli (1928)
- Syn dwóch matek (Il figlio di due madri, 1929, przekład na j. polski Wincenty Rzymowski)
- Il neosofista (1929)
- Adria: dzieje kobiety pięknej (Vita e morte di Adria e dei suoi figli, 1930, przekład na j. polski Zuzanna Rabska)
- Moje życie, śmierć i cuda (Mia vita, morte e miracoli, 1931, przekład na j. polski Stanisława Honesti)
- Stato d grazia (1931)
- La famiglia del fabbro (1932)
- <<522>> Racconto di una giornata (1932)
- Valoria (1932)
- Galleria degli schiavi (1934)
- Gente nel tempo (1937)
- Giro del sole (1941)
- Viaggio d’Europa (1942)
- Le notti (1945)
- L'acqua (1945)
- L'ottuagenaria (1946)
- L'amante fedele (1953)